# NGC 1946
NGC 1946 (другое обозначение — ESO 85-SC84) — рассеянное скопление в созвездии Золотой Рыбы, расположенное в Большом Магеллановом Облаке. Открыто Джоном Гершелем в 1837 году. По исследованию интегральных фотометрических параметров возраст скопления составляет 10—30 миллионов лет, в то время как в другом исследовании указывается, что точка поворота главной последовательности соответствует массам около 1,2 M⊙, а асимптотическая ветвь гигантов населена звёздами с массой около 1,0 M⊙.
Этот объект входит в число перечисленных в оригинальной редакции «Нового общего каталога».